# Overwatch
Overwatch è un videogioco sparatutto in prima persona a squadre sviluppato da Blizzard Entertainment e pubblicato da Activision Blizzard uscito il 24 maggio 2016 per PlayStation 4, Nintendo Switch, Xbox One e Microsoft Windows. Il 4 ottobre 2022 è uscito il suo sequel, Overwatch 2.

## Trama
Il gioco è ambientato sul pianeta Terra intorno all'anno 2070, ma gli eventi della storia incominciarono una trentina d'anni prima, intorno al 2040: negli anni la tecnologia è progredita molto e, tra i settori più avanzati, spiccava in particolare la robotica, con lo sviluppo di intelligenze artificiali realmente senzienti dette Omnic, globalmente diffuse e controllate da centri di informazioni definiti Omnium che ne gestivano la costruzione, l'evoluzione e l'apprendimento.
Dopo che la Omnica Corporation, l'azienda manifatturiera degli omnic e degli omnium, venne chiusa per frode, gli omnium vennero smantellati e lasciati a loro stessi, ma vennero misteriosamente risvegliati e infettati dal "Programma Dio", grazie al quale cominciarono a costruire nuovi omnic progettati e programmati a combattere gli umani, dando avvio a una guerra civile planetaria definita la Crisi degli Omnic.
Per combatterli, le Nazioni Unite formarono un corpo d'élite chiamato Overwatch, composto dai migliori soldati del mondo oltre che da persone dotate di abilità particolari e uniche che si misero a disposizione della pace.
La Overwatch divenne presto una task force internazionale in costante crescita, osannata dalla popolazione e con altri compiti oltre al mantenimento della pace. In questo periodo venne anche creata la Blackwatch, un'organizzazione segreta affiliata alla Overwatch che si occupava di operazioni più delicate e che andava contro le leggi internazionali.
Purtroppo, dopo la battaglia di Venezia, la Blackwatch si dovette mostrare al mondo, e incominciarono così una serie d'indagini che accusavano la Overwatch (la quale era affiliata con la Blackwatch) di corruzione, negligenza, abusi e altri misfatti che screditarono l'organizzazione, la quale si ritrovò divisa internamente. L'inaspettata e sospetta esplosione del quartier generale di Overwatch a Zurigo diede il colpo di grazia all'organizzazione, che dopo trent'anni dalla fondazione si sciolse.
La scomparsa della Overwatch però segnò il ritorno di un vecchio nemico dell'organizzazione: il gruppo terroristico paramilitare Talon, puntando a sconvolgere nuovamente gli equilibri del mondo, usa la sua agente Widowmaker che uccide Tekhartha Mondatta, guru e maestro del gruppo di omnic dedito alla ricostruzione della pace chiamato Shambali.
Dopo questo, e forse anche a causa di ciò, in Russia uno degli Omnium viene riattivato scatenando la Seconda Crisi degli Omnic. La Talon attacca inoltre il centro operativo di Winston, uno degli ex-agenti di Overwatch, dal quale Reaper cerca di rubare dati sensibili sugli agenti di Overwatch per conto di qualcuno di ignoto, senza però riuscirci. Dopo questi avvenimenti, Winston decide che sia giunto il tempo che la vecchia squadra torni in azione e contatta gli agenti di Overwatch: il mondo ha nuovamente bisogno di loro contro il nuovo nemico.

## Modalità di gioco

Logo

In Overwatch si giocano partite 6 contro 6 (2 Tank, 2 Attaccanti e 2 Curatori) in arene sparse per il globo. Il gioco manca di una campagna in giocatore singolo in quanto è stato specificamente sviluppato per un'esperienza di gioco multigiocatore, e gli unici collegamenti con la lore di gioco sono presenti negli sporadici Eventi Archivi, nei quali, in una modalità PvE da quattro giocatori, vengono narrati e vissuti eventi riguardanti la storia di Overwatch. Esistono tre modalità di gioco più una quarta ibrida.
- Conquista: in questa modalità le due squadre si dividono in Attaccanti e Difensori. Sulla mappa saranno presenti determinati punti critici sui quali i Difensori dovranno mantenere il dominio e resistere agli assalti degli Attaccanti, che devono quindi cercare di prendere quei punti. I Difensori dovranno quindi resistere per un tempo limite durante il quale mantenere sotto il proprio controllo almeno uno dei punti, per contro gli Attaccanti in quel tempo dovranno riuscire a conquistare tutti i punti.
- Trasporto: in questa modalità una squadra deve riuscire a portare un carico dal punto A al punto B, scortandolo con almeno uno dei propri eroi per farlo avanzare. L'altra squadra quindi dovrà cercare di eliminare tutti gli eroi avversari per mandare in stallo il convoglio. La squadra che deve scortare il carico vince se riesce entro il tempo limite ad arrivare al traguardo, altrimenti avrà vinto la squadra avversaria.
- Controllo: in questa modalità le due squadre devono affrontarsi per ottenere il controllo, appunto, di determinati punti della mappa in una partita al meglio di tre, vince il round la prima squadra che arriva al 100% di controllo. I punti di controllo cambiano posizione a ogni inizio round e sono sparsi per la mappa.
- Conquista/Trasporto: in questa modalità le squadre si dividono nuovamente in Attaccanti e Difensori. La missione degli Attaccanti è quello di conquistare un punto di controllo per poi scortare per un breve tratto un carico dal punto catturato fino a un altro punto, compito dei Difensori sarà quindi quello di arrestare l'avanzata degli Attaccanti, riuscendo a rallentarli sufficientemente da far scorrere tutto il tempo a disposizione.
- Arcade: nella modalità arcade si possono giocare modalità speciali con mappe anche introvabili. Le modalità sono: il Deathmatch, una partita in 12 giocatori tutti contro tutti; i Deathmatch a squadre, in cui si gioca sei contro sei e la squadra che fa più uccisioni vince; le Eliminazioni in cui si gioca a punti, se la squadra che elimina l’altra squadra vince un punto; Cattura la Bandiera, una partita di rubabandiera in cui per vincere bisogna rubare tre bandiere; Caos Totale, una modalità normale in cui tutti i giocatori hanno il cooldown delle abilità dimezzato e la vita raddoppiata; Gravità Zero, una modalità normale in cui non c’è gravità; Nessun Limite, in cui non c’è limite di scelta ai personaggi; Eroi Misteriosi, in cui il gioco fornisce un personaggio casuale che cambia alla morte; infine Duello Misterioso, una modalità 1 contro 1 in cui il gioco fornisce un personaggio a caso a entrambi i giocatori e chi uccide più volte il nemico ha vinto.
- Competitiva: questa modalità comprende tutte le precedenti, arcade esclusa. Si tratta della versione competitiva delle partite, in cui i giocatori salgono di rango tramite il guadagno di punti SR, ovvero Skill Rating, che ottengono vincendo partite, mentre perdendo le partite, e con loro i punti SR, si scende di rango. Il sistema è organizzato nel modo seguente: Bronzo (1-1499), Argento (1500-1999), Oro (2000-2499), Platino (2500-2999), Diamante (3000-3499), Maestro (3500-3999) e Granmaestro (4000 e oltre), più i top 500 della regione. Inoltre, attraverso questa modalità, è possibile ottenere i "Competitive Points", che permettono al giocatore di ricolorare le armi degli eroi. Per colorare un set di armi di un eroe servono 3000 Competitive Points.

## Ruoli
Il giocatore può scegliere il suo personaggio fra 32 eroi, ciascuno dotato di poteri particolari e unici. Il ruolo dipende da ogni singolo eroe ma ogni personaggio può, in mani sagaci, coprire qualsiasi ruolo gli venga assegnato indipendentemente dalle sue statistiche. Esistono tre categorie nelle quali questi si dividono.
- Attacco: questi eroi hanno un'alta capacità di infliggere danni che li rende adatti per azioni di avanscoperta, manovre diversive e supporto durante la fase offensiva. A causa dei loro scarsi Punti Vita però non sono adatti per combattimenti di mischia e attacchi diretti, preferendo utilizzare una "toccata e fuga" nella quale infliggere il maggior danno nel minor tempo possibile. Inizialmente, molti di questi eroi erano presenti in un'apposita categoria, "Difesa", nel quale erano presenti eroi più statici.
- Tank: questi eroi sono i più duri a morire grazie all'ulteriore protezione dei loro Punti Armatura, Punti Barriera o semplicemente la gran quantità di Punti Vita. Questi eroi offrono supporto ai loro commilitoni difendendoli e incassando per loro, sfiancando gli avversari con la loro resistenza estrema, tecniche difensive e attacchi pesanti.
- Curatori: questi eroi affiancano solitamente i tank, e forniscono cure ai loro compagni di squadra anche a grandi distanze. Hanno pochi Punti Vita e basse statistiche di attacco e difesa, ma curano i compagni rendendoli più duraturi o aumentano le loro capacità sia offensive che difensive e infastidiscono avversari che stanno già combattendo, rendendo più semplice il compito dei loro commilitoni.

## Accoglienza
Secondo SuperData Research, Overwatch ha incassato oltre 269 milioni di dollari in acquisti nel solo mese di maggio 2016.
Sul sito web Metacritic, il gioco ha ricevuto un'accoglienza "universale": detiene un voto di 91/100 per la versione PC, uno di 90/100 per la versione PlayStation 4 e uno di 91/100 per la versione Xbox One

## Il caso TF2
Molti giocatori e riviste specializzate hanno criticato molto Overwatch perché assai simile ad un altro sparatutto online: Team Fortress 2, del 2007.
Alcuni siti specializzati, come Gamasutra e PC Gamer, hanno paragonato alcuni personaggi di Overwatch ad altri di Team Fortress 2, indicando il prodotto di Valve Corporation come influenza fondamentale non solo per il videogioco di Blizzard ma per gli sparatutto in generale, in particolare per quelli a classi. Il direttore del team di sviluppo di Overwatch Jeff Kaplan ha dichiarato apertamente di aver preso ispirazione dall'intera serie Team Fortress e di considerare i paragoni un "enorme complimento". Anche le comunità di entrambi i videogiochi hanno supportato la rivalità tra i prodotti.

## Sequel
Il sequel standalone Overwatch 2 uscì nel 2022, con ambiente multigiocatore condiviso tra esso e il gioco originale, in modo che i giocatori di qualunque gioco potessero competere insieme nelle modalità PvP esistenti conservando ogni oggetto cosmetico e altre caratteristiche. Overwatch 2 conserverà infatti tutti gli eroi, le mappe e le modalità nel primo gioco, mantenendo tale ambiente condiviso. Furono aggiunti almeno quattro nuovi eroi, tra cui Sojourn, un'eroina canadese afroamericana che esordì negli eventi stagionali di Overwatch Archive, e una nuova modalità PvP chiamata "Spinta", una sorta di tiro alla fune dove ogni squadra si contende il controllo di un robot che spinge una cassa piena di soldi.
Il gioco ha anche varie modalità PvE, ossia Giocatore contro Ambiente, simili agli eventi stagionali speciali, dove quattro giocatori collaboreranno per sconfiggere avversari controllati dal computer. In questa modalità, i giocatori otterranno esperienza per l'eroe in uso, e oltrepassato un certo limite sbloccheranno nuove abilità passive che potenziano le abilità attuali dell'eroe, permettendo una migliore customizzazione dell'eroe rispettivo. Saranno aggiunte almeno due modalità PvE: la prima è una modalità basata sulla storia, dove i giocatori sono limitati nella selezione di missioni in base alla lore del franchise; la seconda sono le Missioni Eroe, che permettono di usare tutti gli eroi disponibili allo scopo di respingere ondate di nemici in vari luoghi.